# Snug Corner
Snug Corner est une ville des Bahamas située sur l'ile de Acklins, dans la partie sud-est du pays, à 500 km au sud-est de la capitale Nassau. Snug Corner est situé à 6 mètres au-dessus du niveau de la mer et compte 407 habitants. Il est situé sur l'île de Acklins.
Le terrain autour de Snug Corner est très plat. La mer se trouve au sud-est près de Snug Corner. Le point culminant dans les environs est à 30 mètres au-dessus du niveau de la mer, à 1,2 km au nord-est de Snug Corner. La zone autour de Snug Corner est presque inhabitée et compte moins de deux habitants au kilomètre carré. Il n'y a pas d'autres communautés à proximité.
Les environs de Snug Corner sont une mosaïque de terres agricoles et de végétation naturelle. La température moyenne annuelle dans la région est de 26 °C. Le mois le plus chaud est Juillet, avec une température moyenne de 28 °C, et le plus froid, janvier, avec 24 °C. Les précipitations annuelles moyennes sont de 1 028 millimètres. Octobre est le mois le plus humide, avec des précipitations moyennes de 365 mm; et le plus sec, Mars, avec 6 mm.